# Asgard (Krater)

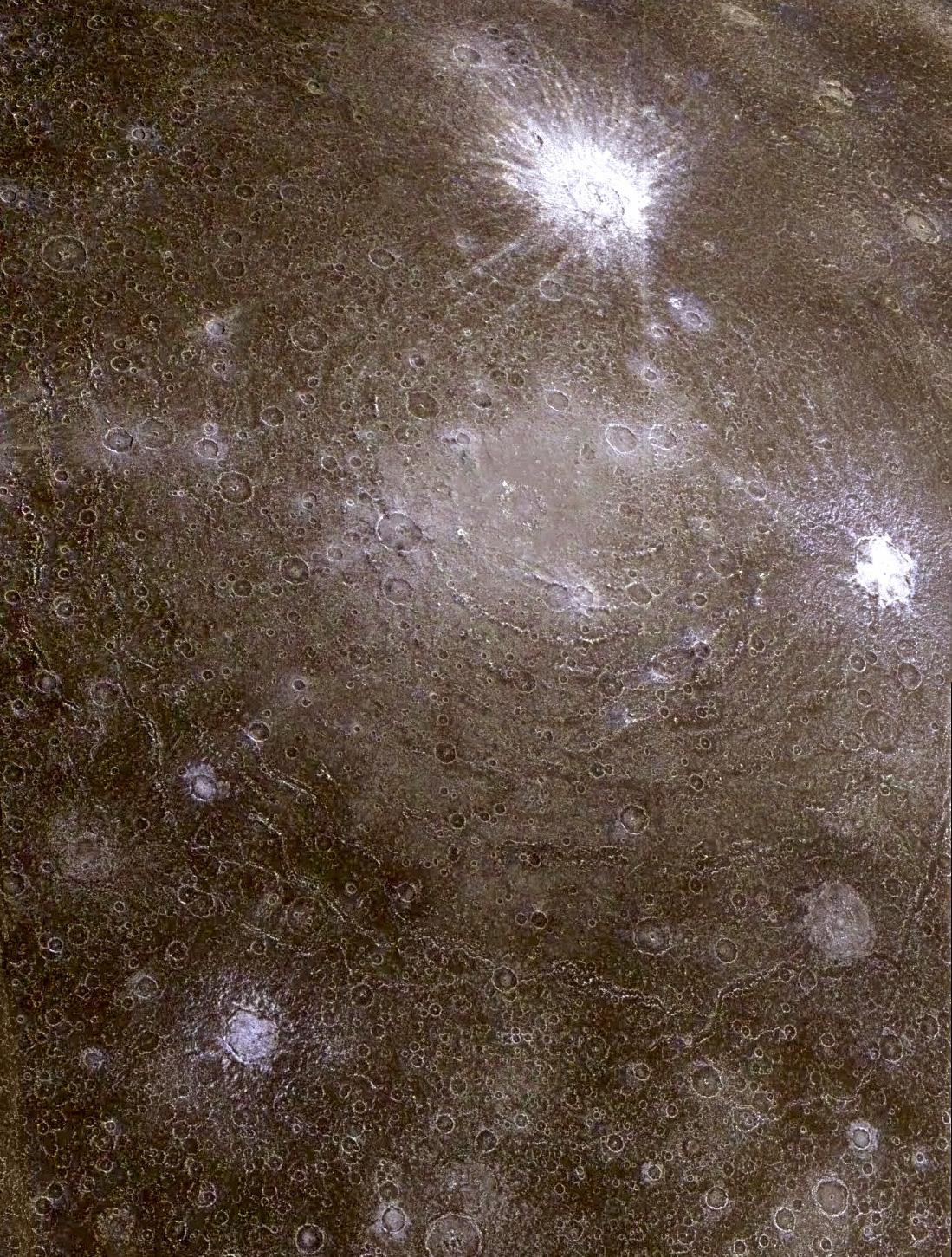
Asgard

Asgard ist der zweitgrößte Einschlagkrater auf Jupiters Mond Kallisto. Er besitzt eine helle Zentralregion von 300 km Durchmesser, und konzentrisch um dieses Zentralgebiet verlaufen Ringe bis in eine Entfernung von 800 km vom Zentrum.
Das Ringsystem wurde wahrscheinlich gebildet, als halbflüssiges Material zum Zentrum des Einschlagkraters stürzte und dabei erkaltete. Der Krater ist nach dem Wohnort Asgard des Göttergeschlechts in der nordischen Mythologie benannt.

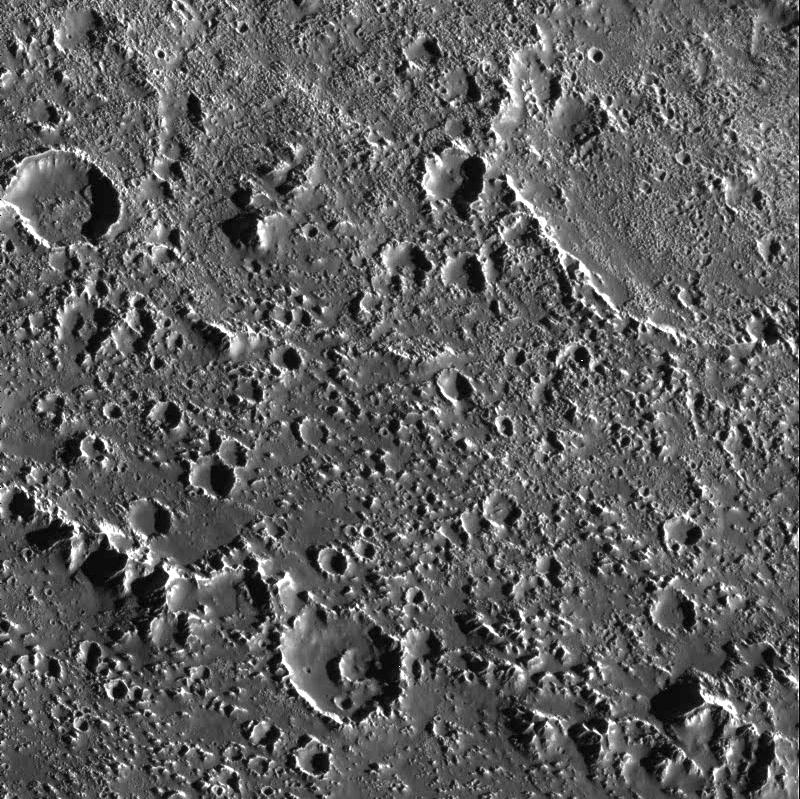
Zerklüftetes Terrain in Kallistos Asgard-Becken.